# Jabal Ghumaylah
Jabal Ghumaylah är en kulle i Förenade Arabemiraten.   Den ligger i emiratet Ras al-Khayma, i den nordöstra delen av landet, 200 kilometer nordost om huvudstaden Abu Dhabi. Toppen på Jabal Ghumaylah är 369 meter över havet.
Terrängen runt Jabal Ghumaylah är kuperad åt nordost, men åt sydväst är den platt.  Trakten runt Jabal Ghumaylah är ganska tätbefolkad, med 54 invånare per kvadratkilometer..
Trakten runt Jabal Ghumaylah är ofruktbar med lite eller ingen växtlighet.